# Divljana
Divljana (en serbe cyrillique : Дивљана) est un village de Serbie situé dans la municipalité de Bela Palanka, district de Pirot. Au recensement de 2011, il comptait 95 habitants.

## Démographie
| 1948 | 1953 | 1961 | 1971 | 1981 | 1991 | 2002 | 2011 |
| ---- | ---- | ---- | ---- | ---- | ---- | ---- | ---- |
| 433  | 421  | 312  | 245  | 218  | 186  | 141  | 95   |

|  |